# Oaxaca
 Ovo je glavno značenje pojma Oaxaca. Za druga značenja pogledajte Oaxaca (razdvojba).
Oaxaca  jedna je od 31 saveznih država Meksika, smještena u južnom dijelu zemlje, na obali Tihog oceana. Država se prostire na 93.952 km², u njoj živi 3.521.715 stanovnika (2009), a glavni grad je istoimeni Oaxaca, ujedno i najveći grad po kojemu država nosi ime.
Oaxaca graniči sa saveznom državom Guerrero na zapadu, Puebla na sjeverozapadu, Veracruz na sjever, Chiapas na istoku, a na jugu se nalazi Tihi ocean.

## Stanovništvo

### Indijanci
Indijansko prastanovništvo pripada u nekoliko jezičnih porodica. Plemena naseljena u Oaxaci, uključujući i ona nestala su: Aztec, Cuicatec, Chatino, Chinantec, Chocho, Chontal ili Tequistlatec, Huatiquimane, Huave, Ixcatec, Mazatec, Mixe, Mixtec, Papabucos, Solteco, Trique i Zoque

## Općine
- Abejones
- Acatlán de Pérez Figueroa
- Animas Trujano
- Asunción Cacalotepec
- Asunción Cuyotepeji
- Asunción Ixtaltepec
- Asunción Nochixtlán
- Asunción Ocotlán
- Asunción Tlacolulita
- Ayoquezco de Aldama
- Ayotzintepec
- Calihualá
- Candelaria Loxicha
- Capulálpam de Méndez
- Chahuites
- Chalcatongo de Hidalgo
- Chiquihuitlán de Benito Juárez
- Ciénega de Zimatlán
- Ciudad Ixtepec
- Coatecas Altas
- Coicoyán de las Flores
- Concepción Buenavista
- Concepción Pápalo
- Constancia del Rosario
- Cosolapa
- Cosoltepec
- Cuilápam de Guerrero
- Cuyamecalco Villa de Zaragoza
- El Barrio de la Soledad
- El Espinal
- Eloxochitlán de Flores Magón
- Fresnillo de Trujano
- Guadalupe de Ramírez
- Guadalupe Etla
- Guelatao de Juárez
- Guevea de Humboldt
- Heroica Ciudad de Ejutla de Crespo
- Heroica Ciudad de Huajuapan de Leó
- Heroica Ciudad de Tlaxiaco
- Huautepec
- Huautla de Jiménez
- Ixpantepec Nieves
- Ixtlán de Juárez
- Juchitán de Zaragoza
- La Compañía
- La Pe
- La Reforma
- La Trinidad Vista Hermosa
- Loma Bonita
- Magdalena Apasco
- Magdalena Jaltepec
- Magdalena Mixtepec
- Magdalena Ocotlán
- Magdalena Peñasco
- Magdalena Teitipac
- Magdalena Tequisistlán
- Magdalena Tlacotepec
- Magdalena Yodocono de Porfirio Día
- Magdalena Zahuatlán
- Mariscala de Juárez
- Mártires de Tacubaya
- Matías Romero Avendaño
- Mazatlán Villa de Flores
- Mesones Hidalgo
- Miahuatlán de Porfirio Díaz
- Mixistlán de la Reforma
- Monjas
- Natividad
- Nazareno Etla
- Nejapa de Madero
- Nuevo Zoquiapam
- Oaxaca de Juárez
- Ocotlán de Morelos
- Pinotepa de Don Luis
- Pluma Hidalgo
- Putla Villa de Guerrero
- Reforma de Pineda
- Reyes Etla
- Rojas de Cuauhtémoc
- Salina Cruz
- San Agustín Amatengo
- San Agustín Atenango
- San Agustín Chayuco
- San Agustín de las Juntas
- San Agustín Etla
- San Agustín Loxicha
- San Agustín Tlacotepec
- San Agustín Yatareni
- San Andrés Cabecera Nueva
- San Andrés Dinicuiti
- San Andrés Huaxpaltepec
- San Andrés Huayapam
- San Andrés Ixtlahuaca
- San Andrés Lagunas
- San Andrés Nuxiño
- San Andrés Paxtlán
- San Andrés Sinaxtla
- San Andrés Solaga
- San Andrés Teotilalpam
- San Andrés Tepetlapa
- San Andrés Yaá
- San Andrés Zabache
- San Andrés Zautla
- San Antonino Castillo Velasco
- San Antonino el Alto
- San Antonino Monte Verde
- San Antonio Acutla
- San Antonio de la Cal
- San Antonio Huitepec
- San Antonio Nanahuatípam
- San Antonio Sinicahua
- San Antonio Tepetlapa
- San Baltazar Chichicápam
- San Baltazar Loxicha
- San Baltazar Yatzachi el Bajo
- San Bartolo Coyotepec
- San Bartolo Soyaltepec
- San Bartolo Yautepec
- San Bartolomé Ayautla
- San Bartolomé Loxicha
- San Bartolomé Quialana
- San Bartolomé Yucuañe
- San Bartolomé Zoogocho
- San Bernardo Mixtepec
- San Blas Atempa
- San Carlos Yautepec
- San Cristóbal Amatlán
- San Cristóbal Amoltepec
- San Cristóbal Lachirioag
- San Cristóbal Suchixtlahuaca
- San Dionisio del Mar
- San Dionisio Ocotepec
- San Dionisio Ocotlán
- San Esteban Atatlahuca
- San Felipe Jalapa de Díaz
- San Felipe Tejalapam
- San Felipe Usila
- San Francisco Cahuacuá
- San Francisco Cajonos
- San Francisco Chapulapa
- San Francisco Chindúa
- San Francisco del Mar
- San Francisco Huehuetlán
- San Francisco Ixhuatán
- San Francisco Jaltepetongo
- San Francisco Lachigoló
- San Francisco Logueche
- San Francisco Nuxaño
- San Francisco Ozolotepec
- San Francisco Sola
- San Francisco Telixtlahuaca
- San Francisco Teopan
- San Francisco Tlapancingo
- San Gabriel Mixtepec
- San Ildefonso Amatlán
- San Ildefonso Sola
- San Ildefonso Villa Alta
- San Jacinto Amilpas
- San Jacinto Tlacotepec
- San Jerónimo Coatlán
- San Jerónimo Silacayoapilla
- San Jerónimo Sosola
- San Jerónimo Taviche
- San Jerónimo Tecoátl
- San Jerónimo Tlacochahuaya
- San Jorge Nuchita
- San José Ayuquila
- San José Chiltepec
- San José del Peñasco
- San José del Progreso
- San José Estancia Grande
- San José Independencia
- San José Lachiguiri
- San José Tenango
- San Juan ?umí
- San Juan Achiutla
- San Juan Atepec
- San Juan Bautista Atatlahuca
- San Juan Bautista Coixtlahuaca
- San Juan Bautista Cuicatlán
- San Juan Bautista Guelache
- San Juan Bautista Jayacatlán
- San Juan Bautista Lo de Soto
- San Juan Bautista Suchitepec
- San Juan Bautista Tlachichilco
- San Juan Bautista Tlacoatzintepec
- San Juan Bautista Tuxtepec
- San Juan Bautista Valle Nacional
- San Juan Cacahuatepec
- San Juan Chicomezúchil
- San Juan Chilateca
- San Juan Cieneguilla
- San Juan Coatzóspam
- San Juan Colorado
- San Juan Comaltepec
- San Juan Cotzocón
- San Juan de los Cués
- San Juan del Estado
- San Juan del Río
- San Juan Diuxi
- San Juan Evangelista Analco
- San Juan Guelavía
- San Juan Guichicovi
- San Juan Ihualtepec
- San Juan Juquila Mixes
- San Juan Juquila Vijanos
- San Juan Lachao
- San Juan Lachigalla
- San Juan Lajarcia
- San Juan Lalana
- San Juan Mazatlán
- San Juan Mixtepec
- San Juan Mixtepec
- San Juan Ozolotepec
- San Juan Petlapa
- San Juan Quiahije
- San Juan Quiotepec
- San Juan Sayultepec
- San Juan Tabaá
- San Juan Tamazola
- San Juan Teita
- San Juan Teitipac
- San Juan Tepeuxila
- San Juan Teposcolula
- San Juan Yaeé
- San Juan Yatzona
- San Juan Yucuita
- San Lorenzo
- San Lorenzo Albarradas
- San Lorenzo Cacaotepec
- San Lorenzo Cuaunecuiltitla
- San Lorenzo Texmelucan
- San Lorenzo Victoria
- San Lucas Camotlán
- San Lucas Ojitlán
- San Lucas Quiaviní
- San Lucas Zoquiápam
- San Luis Amatlán
- San Marcial Ozolotepec
- San Marcos Arteaga
- San Martín de los Cansecos
- San Martín Huamelúlpam
- San Martín Itunyoso
- San Martín Lachilá
- San Martín Peras
- San Martín Tilcajete
- San Martín Toxpalan
- San Martín Zacatepec
- San Mateo Cajonos
- San Mateo del Mar
- San Mateo Etlatongo
- San Mateo Nejápam
- San Mateo Peñasco
- San Mateo Piñas
- San Mateo Río Hondo
- San Mateo Sindihui
- San Mateo Tlapiltepec
- San Mateo Yoloxochitlán
- San Melchor Betaza
- San Miguel Achiutla
- San Miguel Ahuehuetitlán
- San Miguel Aloápam
- San Miguel Amatitlán
- San Miguel Amatlán
- San Miguel Chicahua
- San Miguel Chimalapa
- San Miguel Coatlán
- San Miguel del Puerto
- San Miguel del Río
- San Miguel Ejutla
- San Miguel el Grande
- San Miguel Huautla
- San Miguel Mixtepec
- San Miguel Panixtlahuaca
- San Miguel Peras
- San Miguel Piedras
- San Miguel Quetzaltepec
- San Miguel Santa Flor
- San Miguel Soyaltepec
- San Miguel Suchixtepec
- San Miguel Tecomatlán
- San Miguel Tenango
- San Miguel Tequixtepec
- San Miguel Tilquiápam
- San Miguel Tlacamama
- San Miguel Tlacotepec
- San Miguel Tulancingo
- San Miguel Yotao
- San Nicolás
- San Nicolás Hidalgo
- San Pablo Coatlán
- San Pablo Cuatro Venados
- San Pablo Etla
- San Pablo Huitzo
- San Pablo Huixtepec
- San Pablo Macuiltianguis
- San Pablo Tijaltepec
- San Pablo Villa de Mitla
- San Pablo Yaganiza
- San Pedro Amuzgos
- San Pedro Apóstol
- San Pedro Atoyac
- San Pedro Cajonos
- San Pedro Comitancillo
- San Pedro Coxcaltepec Cántaros
- San Pedro el Alto
- San Pedro Huamelula
- San Pedro Huilotepec
- San Pedro Ixcatlán
- San Pedro Ixtlahuaca
- San Pedro Jaltepetongo
- San Pedro Jicayán
- San Pedro Jocotipac
- San Pedro Juchatengo
- San Pedro Mártir
- San Pedro Mártir Quiechapa
- San Pedro Mártir Yucuxaco
- San Pedro Mixtepec
- San Pedro Mixtepec
- San Pedro Molinos
- San Pedro Nopala
- San Pedro Ocopetatillo
- San Pedro Ocotepec
- San Pedro Pochutla
- San Pedro Quiatoni
- San Pedro Sochiapam
- San Pedro Tapanatepec
- San Pedro Taviche
- San Pedro Teozacoalco
- San Pedro Teutila
- San Pedro Tidaá
- San Pedro Topiltepec
- San Pedro Totolapa
- San Pedro y San Pablo Ayutla
- San Pedro y San Pablo Teposcolula
- San Pedro y San Pablo Tequixtepec
- San Pedro Yaneri
- San Pedro Yólox
- San Pedro Yucunama
- San Raymundo Jalpan
- San Sebastián Abasolo
- San Sebastián Coatlán
- San Sebastián Ixcapa
- San Sebastián Nicananduta
- San Sebastián Río Hondo
- San Sebastián Tecomaxtlahuaca
- San Sebastián Teitipac
- San Sebastián Tutla
- San Simón Almolongas
- San Simón Zahuatlán
- San Vicente Coatlán
- San Vicente Lachixío
- San Vicente Nuñú
- Santa Ana
- Santa Ana Ateixtlahuaca
- Santa Ana Cuauhtémoc
- Santa Ana del Valle
- Santa Ana Tavela
- Santa Ana Tlapacoyan
- Santa Ana Yareni
- Santa Ana Zegache
- Santa Catalina Quierí
- Santa Catarina Cuixtla
- Santa Catarina Ixtepeji
- Santa Catarina Juquila
- Santa Catarina Lachatao
- Santa Catarina Loxicha
- Santa Catarina Mechoacán
- Santa Catarina Minas
- Santa Catarina Quiané
- Santa Catarina Quioquitani
- Santa Catarina Tayata
- Santa Catarina Ticuá
- Santa Catarina Yosonotú
- Santa Catarina Zapoquila
- Santa Cruz Acatepec
- Santa Cruz Amilpas
- Santa Cruz de Bravo
- Santa Cruz Itundujia
- Santa Cruz Mixtepec
- Santa Cruz Nundaco
- Santa Cruz Papalutla
- Santa Cruz Tacache de Mina
- Santa Cruz Tacahua
- Santa Cruz Tayata
- Santa Cruz Xitla
- Santa Cruz Xoxocotlán
- Santa Cruz Zenzontepec
- Santa Gertrudis
- Santa Inés de Zaragoza
- Santa Inés del Monte
- Santa Inés Yatzeche
- Santa Lucía del Camino
- Santa Lucía Miahuatlán
- Santa Lucía Monteverde
- Santa Lucía Ocotlán
- Santa Magdalena Jicotlán
- Santa María Alotepec
- Santa María Apazco
- Santa María Atzompa
- Santa María Camotlán
- Santa María Chachoápam
- Santa María Chilchotla
- Santa María Chimalapa
- Santa María Colotepec
- Santa María Cortijo
- Santa María Coyotepec
- Santa María del Rosario
- Santa María del Tule
- Santa María Ecatepec
- Santa María Guelacé
- Santa María Guienagati
- Santa María Huatulco
- Santa María Huazolotitlán
- Santa María Ipalapa
- Santa María Ixcatlán
- Santa María Jacatepec
- Santa María Jalapa del Marqués
- Santa María Jaltianguis
- Santa María la Asunción
- Santa María Lachixío
- Santa María Mixtequilla
- Santa María Nativitas
- Santa María Nduayaco
- Santa María Ozolotepec
- Santa María Pápalo
- Santa María Peñoles
- Santa María Petapa
- Santa María Quiegolani
- Santa María Sola
- Santa María Tataltepec
- Santa María Tecomavaca
- Santa María Temaxcalapa
- Santa María Temaxcaltepec
- Santa María Teopoxco
- Santa María Tepantlali
- Santa María Texcatitlán
- Santa María Tlahuitoltepec
- Santa María Tlalixtac
- Santa María Tonameca
- Santa María Totolapilla
- Santa María Xadani
- Santa María Yalina
- Santa María Yavesía
- Santa María Yolotepec
- Santa María Yosoyúa
- Santa María Yucuhiti
- Santa María Zacatepec
- Santa María Zaniza
- Santa María Zoquitlán
- Santiago Amoltepec
- Santiago Apoala
- Santiago Apóstol
- Santiago Astata
- Santiago Atitlán
- Santiago Ayuquililla
- Santiago Cacaloxtepec
- Santiago Camotlán
- Santiago Chazumba
- Santiago Choapam
- Santiago Comaltepec
- Santiago del Río
- Santiago Huajolotitlán
- Santiago Huauclilla
- Santiago Ihuitlán Plumas
- Santiago Ixcuintepec
- Santiago Ixtayutla
- Santiago Jamiltepec
- Santiago Jocotepec
- Santiago Juxtlahuaca
- Santiago Lachiguiri
- Santiago Lalopa
- Santiago Laollaga
- Santiago Laxopa
- Santiago Llano Grande
- Santiago Matatlán
- Santiago Miltepec
- Santiago Minas
- Santiago Nacaltepec
- Santiago Nejapilla
- Santiago Niltepec
- Santiago Nundiche
- Santiago Nuyoó
- Santiago Pinotepa Nacional
- Santiago Suchilquitongo
- Santiago Tamazola
- Santiago Tapextla
- Santiago Tenango
- Santiago Tepetlapa
- Santiago Tetepec
- Santiago Texcalcingo
- Santiago Textitlán
- Santiago Tilantongo
- Santiago Tillo
- Santiago Tlazoyaltepec
- Santiago Xanica
- Santiago Xiacuí
- Santiago Yaitepec
- Santiago Yaveo
- Santiago Yolomécatl
- Santiago Yosondúa
- Santiago Yucuyachi
- Santiago Zacatepec
- Santiago Zoochila
- Santo Domingo Albarradas
- Santo Domingo Armenta
- Santo Domingo Chihuitán
- Santo Domingo de Morelos
- Santo Domingo Ingenio
- Santo Domingo Ixcatlán
- Santo Domingo Nuxaá
- Santo Domingo Ozolotepec
- Santo Domingo Petapa
- Santo Domingo Roayaga
- Santo Domingo Tehuantepec
- Santo Domingo Teojomulco
- Santo Domingo Tepuxtepec
- Santo Domingo Tlatayápam
- Santo Domingo Tomaltepec
- Santo Domingo Tonalá
- Santo Domingo Tonaltepec
- Santo Domingo Xagacía
- Santo Domingo Yanhuitlán
- Santo Domingo Yodohino
- Santo Domingo Zanatepec
- Santo Tomás Jalieza
- Santo Tomás Mazaltepec
- Santo Tomás Ocotepec
- Santo Tomás Tamazulapan
- Santos Reyes Nopala
- Santos Reyes Pápalo
- Santos Reyes Tepejillo
- Santos Reyes Yucuná
- Silacayoápam
- Sitio de Xitlapehua
- Soledad Etla
- Tamazulapam del Espíritu Santo
- Tanetze de Zaragoza
- Taniche
- Tataltepec de Valdés
- Teococuilco de Marcos Pérez
- Teotitlán de Flores Magón
- Teotitlán del Valle
- Teotongo
- Tepelmeme Villa de Morelos
- Tezoatlán de Segura y Luna
- Tlacolula de Matamoros
- Tlacotepec Plumas
- Tlalixtac de Cabrera
- Totontepec Villa de Morelos
- Trinidad Zaachila
- Unión Hidalgo
- Valerio Trujano
- Villa de Chilapa de Díaz
- Villa de Etla
- Villa de Tamazulápam del Progreso
- Villa de Tututepec de Melchor Ocam
- Villa de Zaachila
- Villa Díaz Ordaz
- Villa Hidalgo
- Villa Sola de Vega
- Villa Talea de Castro
- Villa Tejúpam de la Unión
- Yaxe
- Yogana
- Yutanduchi de Guerrero
- Zapotitlán del Río
- Zapotitlán Lagunas
- Zapotitlán Palmas
- Zimatlán de Alvarez